# Tên lửa đất đối không

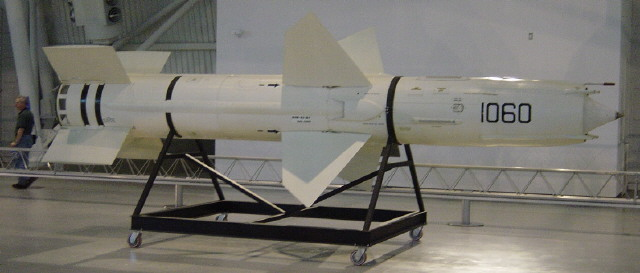
Bendix Rim-8 Talos - Một loại tên lửa đất đối không của Hải quân Hoa Kỳ

Tên lửa đất đối không (tiếng Anh: surface-to-air missile hay SAM) là một loại đạn tự hành được thiết kế có thể phóng lên từ mặt đất để tiêu diệt các loại máy bay, hay bất cứ vật thể bay nào. Nó là một kiểu của hệ thống chống phi cơ.

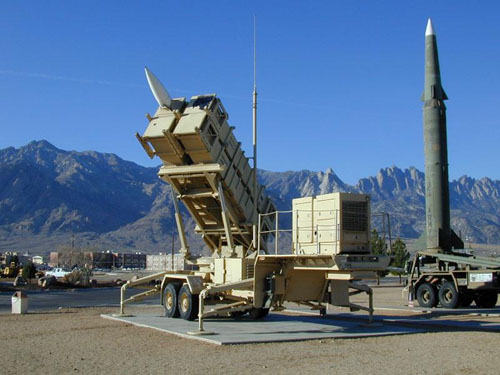
Hệ thống phòng thủ tên lửa đất đối không MIM-104 Patriot

Tên lửa đất đối không có thể được phóng lên từ những căn cứ cố định dưới mặt đất, từ những bệ phóng di động hay có thể đặt trên tàu sân bay. Những tên lửa đất đối không nhỏ nhất đã được chế tạo và phát triển bởi Liên Xô, chúng có thể được vận chuyển dễ dàng và sử dụng bởi chỉ một người. Những tên lửa của Liên Xô này đã được xuất khẩu sang rất nhiều nước trên thế giới và ngày nay vẫn còn rất nhiều khách hàng của loại tên lửa này.

## Ra đa dẫn đường
- Akash - Ấn Độ
- Arrow - Israel
- Aster - Anh/Pháp/Italy
- Bloodhound - Anh
- Crotale - Pháp
- Hongqi-9 - Trung Quốc
- MEADS - Mỹ/Đức/Ý
- MIM-3 Nike Ajax - Mỹ
- MIM-14 Nike Hercules - Mỹ
- MIM-23 Hawk - Mỹ
- MIM-72 Chaparral FAADS
- MIM-104 Patriot - Mỹ
- MIM-146 ADATS - Canada
- Nike Zeus - Mỹ
- BAe Blindfire Rapier - Anh
- RIM-2 Terrier - Hải quân Hoa Kỳ
- RIM-7 Sparrow - Hải quân Hoa Kỳ
- RIM-24 Tartar - Hải quân Hoa Kỳ

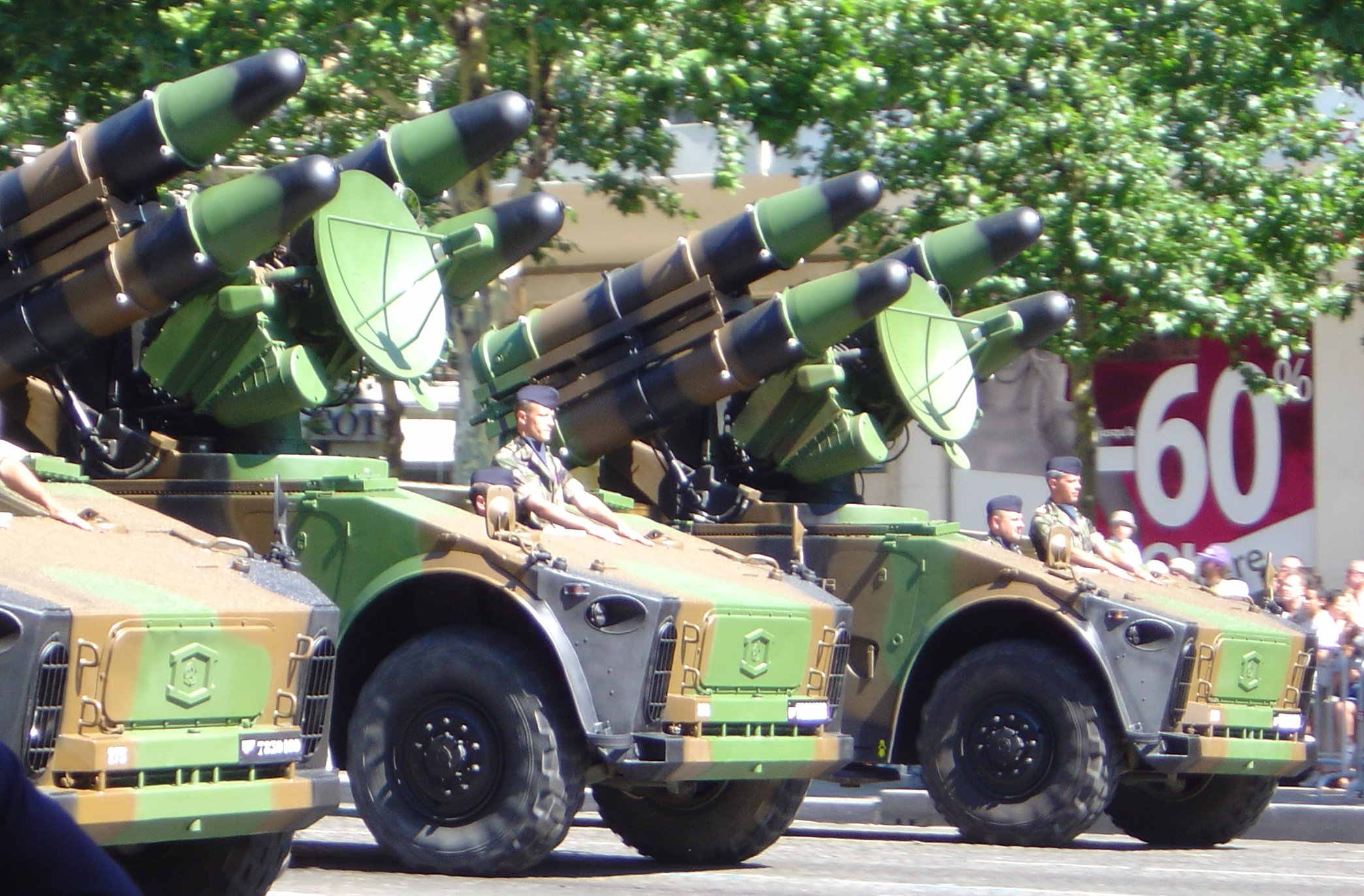
Khẩu đội Crotale của Không lực Pháp

- RIM-66 Standard Missile-1 - Hải quân Hoa Kỳ
- RIM-67 Standard Missile-2 - Hải quân Hoa Kỳ
- RIM-156 Standard Missile-2ER - Hải quân Hoa Kỳ
- RIM-161 Standard Missile-3 - Hải quân Hoa Kỳ
- RIM-162 Evolved SeaSparrow Missile - Hải quân Hoa Kỳ
- Roland - Pháp/Đức
- SA-1 'Guild' - Liên Xô
- SAM-2 - Liên Xô
- SA-3 'Goa' - Liên Xô
- SA-4 'Ganef' - Liên Xô
- SA-5 'Gammon' - Liên Xô
- SA-6 'Gainful' - Liên Xô
- SA-8 'Gecko - Liên Xô
- SA-10 'Grumble' - Liên Xô
- SA-11 'Gadfly' - Liên Xô
- SA-12A 'Gladiator'/SA-12B 'Giant' - Liên Xô
- SA-15 'Gauntlet' - Liên Xô
- SA-17 'Grizzly' - Liên Xô
- SA-19 'Grisom' - Liên Xô
- SA-20 'Triumf' - Nga
- Sea Cat - Anh
- Sea Dart - Anh
- Sea Slug - Anh
- Sea Wolf - Anh
- Thunderbird - Anh
- Tên lửa Trishul - Ấn Độ

Những kiểu khác:
- Patriot, SA-10, SA-12 và SA-20 sử dụng radar dẫn đường track-via-missile.
- SA-1, SA-2, SA-3, SA-6 và SA-15 sử dụng radar dẫn đường điều khiển.
- SA-5 sử dụng radar dẫn đường điều khiển với radar điều khiển chủ động giai đoạn cuối.
- SA-4, SA-11 và SA-17 sử dụng radar điều khiển với radar điều khiển bán chủ động giai đoạn cuối.
- SA-8 sử dụng dẫn đường line-of-sight điều khiển bán chủ động (SACLOS).

## IR-chỉ dẫn của SAM
- Anza MK-I - Pakistan
- Anza MK-II - Pakistan
- Anza MK-III - Pakistan
- CA 94 - România
- CA 95 - Romania
- Chaparral - Hoa Kỳ (đây là một phiên bản phóng từ mặt đất của AIM-9 Sidewinder AAM)
- Enzian - Đức (thời Chiến tranh thế giới thứ hai)
- FIM-43 Redeye - Hoa Kỳ
- FIM-92 Stinger - Hoa Kỳ
- Hongqi-7 - Trung Quốc
- Igla - Nga
- Mistral - Pháp
- RIM-116 Rolling Airframe Missile - Mỹ/Đức, cũng có radar thụ động dẫn đường giai đoạn đầu (ESM)
- SA-7 'Grail' - Liên Xô
- SA-9 'Gaskin - Liên Xô
- SA-13 'Gopher' - Liên Xô
- SA-14 'Gremlin' - Liên Xô
- SA-16 'Gimlet' - Liên Xô
- SA-18 'Grouse' - Liên Xô
- Type 91 - Nhật Bản
- Umkhonto-IR - Nam Phi